# Crepaccia terminale

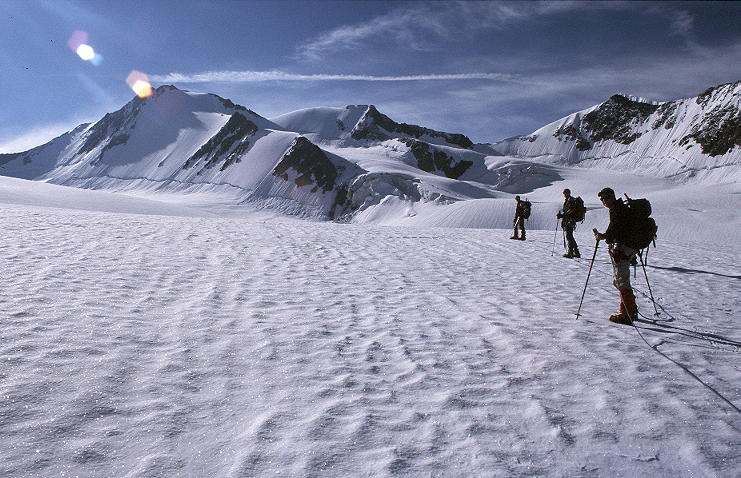
Bergschrund nelle Ötztal (la lunga crepaccia ai piedi del versante montano, visibile sullo sfondo).

Una crepaccia o crepacciata terminale (in tedesco bergschrund) è un tipo di crepaccio che si forma laddove la porzione del ghiacciaio in movimento si separa da quella sovrastante, cosiddetta "stagnante". Il bergschrund è spesso un serio ostacolo per gli alpinisti, che talvolta ne abbreviano il nome in schrund.

## Caratteristiche
In un circo, la crepacciata terminale è posizionata parallelamente alla sua parete posteriore ed è causata dal movimento rotazionale del ghiacciaio. In un ghiacciaio longitudinale, la crepacciata si trova nella parte in alto finale del ghiacciaio ad angolo retto con la colata che, scivolando verso il basso, ne provoca la formazione.
Le crepacciate terminali si estendono alla roccia in posto e possono avere una profondità di ben oltre i cento metri.
In inverno, i bergschrund sono spesso riempiti dalla neve di valanghe che vi cadono sopra dai versanti montani circostanti. Nella tarda estate, a causa della fusione, rimangono scoperti e possono rappresentare un ostacolo molto difficile per gli alpinisti.

## Crepaccia terminale e periferica

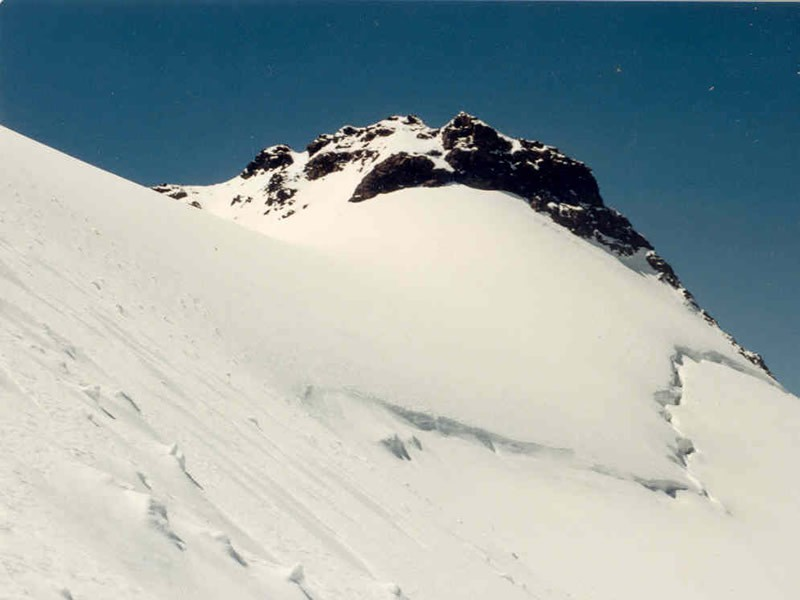
Bergschrund nel Schnapfenspitze, Austria

Bisogna comunque distinguere la crepaccia terminale dalla crepaccia periferica(in tedesco randkluft, altrimenti detto rimaye) che è un tipo di crepaccio di cui una delle due pareti è di roccia (e non di ghiaccio), situato verso la parete posteriore del circo. Il randkluft trae origine in parte dalla fusione del ghiaccio che si distacca dalla parete rocciosa a causa della sua temperatura relativamente più calda.